# 오픈 사운드 시스템
오픈 사운드 시스템(Open Sound System, OSS)은 유닉스 및 유닉스 계열 운영 체제의 사운드를 만들고 캡처하는 인터페이스이다. 표준 유닉스 장치 (이를테면 POSIX READ/WRITE/IOCTL 등)에 기반을 두고 있다. 이 용어는 OSS 인터페이스를 제공하는 유닉스 커널의 소프트웨어를 가리키는 말로 쓰인다. 장치 드라이버나, 아니면 장치 컨트롤러 하드웨어용 장치 드라이버의 모음으로 생각할 수 있다. OSS의 목표는 기반 사운드 하드웨어를 알지 못하는 사운드 기반 응용 프로그램을 기록할 수 있게 하는 것이다.
OSS는 1992년에 Hannu Savolainen가 작성하였으며 11개의 주요 유닉스 계열 운영 체제에서 사용할 수 있다. OSS는 4개의 라이선스 옵션으로 배포되며 이 가운데 세 가지가 자유 소프트웨어 사용권이므로 OSS는 자유 소프트웨어라고 할 수 있다.

## API
API는 open(), read(), write(), ioctl()의 전통적인 유닉스 프레임워크를 사용하기 위하여 개발되었다. 이를테면 사운드 입출력의 기본 장치는 /dev/dsp이다. 셸에서 다음과 같이 사용할 수 있다.
```
cat 
/dev/urandom
 >/dev/dsp # 스피커를 통하여 
화이트 노이즈
를 재생한다
cat /dev/dsp >a.a # 마이크로부터 데이터를 읽은 다음 이를 a.a라는 이름의 파일로 복사한다
```

## 같이 보기
- 고급 리눅스 사운드 아키텍처
- 펄스오디오
- 잭 오디오 커넥션 키트